# Gąsewo (gromada)
Gąsewo – dawna gromada, czyli najmniejsza jednostka podziału terytorialnego Polskiej Rzeczypospolitej Ludowej w latach 1954–1972.
Gromady, z gromadzkimi radami narodowymi (GRN) jako organami władzy najniższego stopnia na wsi, funkcjonowały od reformy reorganizującej administrację wiejską przeprowadzonej jesienią 1954 do momentu ich zniesienia z dniem 1 stycznia 1973, tym samym wypierając organizację gminną w latach 1954–1972.
Gromadę Gąsewo z siedzibą GRN w Gąsewie (w obecnym brzmieniu Gąsewo Poduchowne) utworzono – jako jedną z 8759 gromad na obszarze Polski – w powiecie makowskim w woj. warszawskim, na mocy uchwały nr VI/10/6/54 WRN w Warszawie z dnia 5 października 1954. W skład jednostki weszły obszary dotychczasowych gromad Chojnowo, Gąsewo, Gąsewo Nowe, Poświętne, Szczeglin Nowy, Szczeglin Poduchowny i Zamość ze zniesionej gminy Sypniewo tymże powiecie. Dla gromady ustalono 12 członków gromadzkiej rady narodowej.
31 grudnia 1959 do gromady Gąsewo przyłączono obszar zniesionej gromady Guty Duże w tymże powiecie (bez wsi Biedrzyce Koziegłowy, Ponikiewka, Adamowo i Ponikiew Wielka).
31 grudnia 1961 do gromady Gąsewo włączono wsie Zalesie i Rzechowo Wielkie ze zniesionej gromady Krzyżewo-Marki w tymże powiecie.
Gromada przetrwała do końca 1972 roku, czyli do kolejnej reformy gminnej.